# Bernhard Giseke
Bernhard Ludwig Giseke (* 28. September 1823 in Pößneck; † 29. November 1876 in Schwerin) war ein deutscher Klassischer Philologe und Gymnasiallehrer.

## Leben
Giseke war Sohn des Pößnecker Stadtsyndikus und späteren Oberamtmanns von Camburg Carl Ludwig Otto Giseke. Er erhielt seine Schulbildung an der Klosterschule Roßleben sowie am Meininger Gymnasium. Sein Studium absolvierte er ab 1841 an den Universitäten von Leipzig und Berlin. 1846 wurde er Lehrer am Stoyschen Institut in Jena, 1847 Hauslehrer in London und 1849 Hauslehrer in Hamburg und Altona.
Giseke kehrte 1851 als Lehrer an das Gymnasium in Meiningen zurück. Von dort wechselte er 1856 als Lehrer an die Klosterschule Roßleben, bevor er 1862 einen Ruf als Direktor der Höheren Töchterschule Erfurt annahm. 1869 folgte er schließlich einem Ruf als Direktor der Realschule nach Schwerin. Hier wirkte er bis zu seinem Tod.
Giseke wurde insbesondere durch seine Arbeiten zu Homer bekannt. Er war auch Mitarbeiter am Lexicon Homericum (Teubner, Leipzig 1880–1885), das erst nach seinem Tod erschien.
Der Regierungschef des Herzogtums Sachsen-Meiningen Albrecht Freiherr von Giseke war sein älterer Bruder.

## Werke (Auswahl)
- Die allmäliche Entstehung der Gesänge der Ilias. Vandenhoeck & Ruprecht, Göttingen 1853.
- De antiquis quibusdam Macedoniae incolis. Keysner, Meiningen 1856.
- Thrakisch-pelasgische Stämme der Balkanhalbinsel und ihre Wanderungen in mythischer Zeit. Teubner, Leipzig 1858.
- Videri Homerum commemorare res bello Troiano inferiores. Waisenhaus, Halle 1859.
- Homerische Forschungen. Teubner, Leipzig 1864.
- Friedrich der Große. Schweiger, Berlin 1867.
- Systematisch geordnete Aufgaben zum Unterricht in Buchstabenrechnung und Algebra. Schmidt, Halle 1867.